# Horatio G. Knight
Horatio Gates Knight (* 24. März 1818 in Easthampton, Hampshire County, Massachusetts; † 16. Oktober 1895 ebenda) war ein US-amerikanischer Politiker. Zwischen 1875 und 1879 war er Vizegouverneur des Bundesstaates Massachusetts.

## Werdegang
Horatio Knight besuchte die öffentlichen Schulen seiner Heimat. Nach einer Lehre bei einem Geschäftsmann, der Knöpfe herstellte, machte er sich als Geschäftsmann selbständig. Er war sehr erfolgreich und wurde bald eine bekannte Persönlichkeit in den Finanz- und Geschäftskreisen seiner Heimat. Knight wurde Präsident bzw. Direktor zahlreicher Handwerksbetriebe und Banken sowie einer Eisenbahngesellschaft. Politisch schloss er sich der Republikanischen Partei an. Er nahm als Delegierter an den Republican National Conventions der Jahre 1860 und 1872 teil, auf denen Abraham Lincoln und später Ulysses S. Grant als Präsidentschaftskandidaten nominiert wurden. Außerdem war er zu verschiedenen Zeiten sowohl Mitglied im Repräsentantenhaus von Massachusetts als auch im dortigen Staatssenat. Außerdem gehörte er dem Executive Council seines Staates an. Beim Ausbruch des Bürgerkrieges unterstützte er finanziell die Anwerbung von Rekruten für eine Freiwilligeneinheit aus Massachusetts. In den folgenden Jahren saß er in verschiedenen Ausschüssen der Staatsregierung.
1874 wurde Knight der Seite von William Gaston zum Vizegouverneur von Massachusetts gewählt. Dieses Amt bekleidete er zwischen 1875 und 1879. Dabei war er Stellvertreter des Gouverneurs. Seit 1876 diente er unter dem neuen Gouverneur Alexander H. Rice. Im Jahr 1893 scheint Horatio Knight in finanzielle Schwierigkeiten geraten zu sein. Damals wurde laut einem Zeitungsartikel der New York Times vom 20. April 1893 ein Insolvenzantrag gegen ihn gestellt. In diesem Zusammenhang ist auch von Aktienbetrug zu dessen Gunsten die Rede. Wie dieses Verfahren weiterging, wird nicht erwähnt. Allerdings erkrankte Knight wenige Monate später und starb am 16. Oktober 1895.